# Justin Lee Brannan
Justin Lee Brannan (Brooklyn, 14 ottobre 1978) è un cantante, chitarrista e blogger statunitense.
È meglio conosciuto come la voce della band melodic hardcore punk Most Precious Blood.

## Storia
Nato in una famiglia musicista nel  Bay Ridge, Brooklyn, dove vive ancora oggi, egli prese a suonare la chitarra già a 10 anni. Suonò poi a 14 anni con una band in uno spettacolo.
È stato il primo chitarrista fondatore e scrittore per le due band hardcore come gli Indecision (1993-2000) e Most Precious Blood (2000-in attività). Entrambe le band si presentano come straight edge e vegetariani/veganisti, e comunicano spesso le loro stanze con i diritti degli animali, ateismo e vegetarismo.
Brannan ha suonato la chitarra  in altre due band hardcore, The Judas Factor e Milhouse. Egli ha preso spunto da band come i Black Flag, Fugazi, e i suoi buonissimi amici dei Sick of It All.
Brannan ha fondato (con il nome di Sudz Exodus) nel 1992 i Caninus, band deathgrind fronteggiata da due pitbull.

## Educazione
Justin ha studiato nella "Xaverian High School" nel Bay Bridge, Brooklyn, New York e più tardi nella "Fordham University" al Lincoln Center.
| Controllo di autorità | Europeana agent/base/10310 |